# 岩田蒼明
岩田 蒼明（いわた そうめい、1903年（明治36年）3月1日 - 1980年（昭和55年）5月31日）は、日本の実業家。日本陶器取締役社長や、同社取締役会長、中部生産性本部会長などを務めた。旧名：岩田莊一。

## 人物・経歴
1926年に東京商科大学（現一橋大学）専門部卒業後、日本陶器に入社し、水品浩からハーマン・ホレリス式統計機第1号機の操作を学び、会計処理の機械化を行うなどした。1944年取締役に昇格。1945年常務取締役。1950年専務取締役。1956年取締役副社長。1961年から取締役社長を務め、アメリカ市場開拓を進めた。1965年日本特殊陶業取締役、日本碍子取締役、東洋陶器取締役。1973年中部生産性本部会長。同年勲二等瑞宝章受章。1977年日本陶器取締役会長。1980年叙正四位、賜銀杯一組。